# Teller Ammons
Teller Ammons (* 3. Dezember 1895 in Denver, Colorado; † 16. Januar 1972 ebenda) war ein US-amerikanischer Politiker (Demokratische Partei) und von 1937 bis 1939 der 27. Gouverneur des Bundesstaates Colorado.

## Frühe Jahre und politischer Aufstieg
Teller Ammons war der Sohn von Elias M. Ammons, der zwischen 1913 und 1915 ebenfalls Gouverneur von Colorado war. Er nahm als Soldat der US Army am Ersten Weltkrieg in Frankreich teil und besuchte dann bis 1921 die University of Denver. Danach studierte er an der Westminster Law School Jura. Dort machte er im Jahr 1929 sein juristisches Examen. Zwischenzeitlich arbeitete er auf einer Ranch und im Zeitungswesen.
Wie sein Vater war auch Teller Ammons Mitglied der Demokratischen Partei. Seine politische Laufbahn begann im Jahr 1930 mit seiner Wahl in den Senat von Colorado. Dieses Mandat übte er bis 1935 aus. In diesem Jahr wurde er Anwalt der Stadt Denver. Am 3. November 1936 wurde er als Kandidat seiner Partei zum neuen Gouverneur seines Staates gewählt.

## Gouverneur von Colorado
Ammons trat sein neues Amt am 12. Januar 1937 an. In seiner zweijährigen Amtszeit wurde eine Forst- und Fischereibehörde gegründet. Die Industrieschule des Landes wurde reformiert und mit dem Big Thompson Highway wurde eine wichtige Autobahn eröffnet. Infolge der wirtschaftlichen Erholung nach der großen Depression, die Anfang der 1930er Jahre nicht nur Colorado heimgesucht hatte, entstanden nun auch in Colorado wieder mehr Arbeitsplätze. Im Jahr 1937 wurden im Büro des Gouverneurs Abhörgeräte entdeckt. Eine Untersuchung ergab, dass drei Personen den Gouverneur abgehört hatten. Diese wurden später angeklagt und verurteilt. Ammons selbst war nicht in diese Angelegenheit verwickelt. Trotzdem kostete ihn dieser Skandal im Jahr 1938 die Wiederwahl. Damit musste er am 10. Januar 1939 aus seinem Amt ausscheiden. 
Nur wenige Tage vor seinem Ausscheiden wurde Joe Arridy, ein vermeintlicher Sexualstraftäter, der aufgrund seiner Behinderung zu einem Geständnis manipuliert worden war, hingerichtet. Der Gefängniswärter Roy Best flehte noch am Tag der Hinrichtung den Gouverneur an, die Todesstrafe nicht zu vollstrecken. Dieser lehnte das Gnadengesuch jedoch ab. Zu diesem Zeitpunkt war bereits bekannt, dass Arridy unschuldig ist.
Nach dem Ende seiner Amtszeit gehörte er einem Ausschuss der Armee an, der über Offiziersernennungen beriet. Außerdem war er in der Militärverwaltung der Insel Guam tätig. Ansonsten übte er auch den Beruf des Rechtsanwalts aus. Teller Ammons starb im Januar 1972. Er war mit Esther Daves verheiratet, mit der er ein Kind hatte.